# Cophogryllus albipalpus
Cophogryllus albipalpus är en insektsart som beskrevs av Henri Saussure 1877. Cophogryllus albipalpus ingår i släktet Cophogryllus och familjen syrsor. Inga underarter finns listade i Catalogue of Life.